# Kisekae Set System

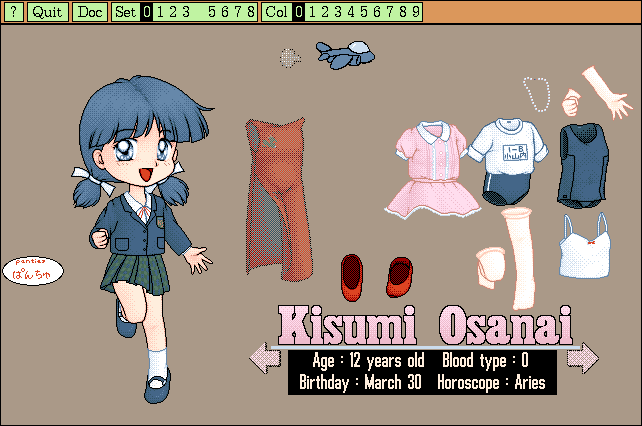
Zrzut ekranu z gry KiSS

Kisekae Set System, KiSS – komputerowa rozrywka polegająca na przebieraniu wirtualnych lalek. Przy użyciu specjalnego programu (przeglądarki KiSS) można wczytywać zestawy, a następnie na ekranie komputera bawić się w ich przebieranie. KiSS pochodzi w prostej linii od papierowych laleczek, które można było ubierać w wycinane papierowe ubranka. Nazwa jest akronimem od angielsko-japońskiego określenia Kisekae Set System (jap. 着せ替えセットシステム Kisekae Setto Shisutemu).
Pierwsze przeglądarki KiSS powstały w Japonii i siłą rzeczy tam też powstały pierwsze zestawy do nich. Często występowały w nich postacie z mang i anime, dlatego gdy ta rozrywka wyszła poza granice Japonii najszybciej i najlepiej przyjęła się właśnie wśród fanów japońskiego komiksu i filmu animowanego. Do dziś znaczna część tworzonych zestawów to postacie z mang i anime.
Przeglądarki rozwijały się wraz ze wzrostem możliwości komputerów. Początkowo były w stanie wyświetlać tylko 16 kolorów i ograniczoną liczbę elementów. Kolejne wersje przeglądarek wprowadziły możliwość korzystania z 256 kolorów, a w końcu również pełnej 24 bitowej palety (tzw. Cherry KiSS). Pojawiła się także obsługa dźwięku, możliwość animacji i interakcji z użytkownikiem z wykorzystaniem specjalnego języka skryptowego (tzw. FKiSS – istnieje kilka poziomów zaawansowania skryptu).
Obecnie przeglądarki KiSS są dostępne dla większości systemów operacyjnych, zarówno tych najpopularniejszych (Linux, MacOS, Windows), jak i tych bardziej egzotycznych (AmigaOS, RiscOS).
Od strony technicznej zestaw KiSS składa się z kilku rodzajów plików: elementów graficznych (klatki, pliki *.cel), których położenie i właściwości są określone w plikach *.cnf oraz palet definiujących wykorzystywane kolory (pliki *.kcf). Opcjonalnie w zestawie mogą znajdować się pliki dźwiękowe (zwykle.mid,.au lub .wav). Zestawy Cherry Kiss korzystają z plików.cel z wbudowaną własną paleta. Dodatkowo wraz z zestawem może znajdować się plik.ktn, zawierający mały podgląd, do wyświetlenia przez przeglądarkę.
Aby zapewnić wygodne przenoszenie plików są one zarchiwizowane w postaci archiwum *.lzh. Przeglądarka KiSS zajmuje się wyświetlaniem wszystkich elementów zgodnie z regułami zawartymi w pliku.cnf. Zasada działania jest podobna do przeglądarki internetowej.
Zawartość zestawów najczęściej stanowią imitacje laleczek. Spotyka się także zestawy o innej zawartości, np. gry logiczne albo niby-klocki pozwalających budować maszyny.